# Kossaki (powiat kolneński)
Kossaki – wieś w Polsce położona w województwie podlaskim, w powiecie kolneńskim, w gminie Kolno.
Wieś szlachecka położona była w drugiej połowie XVI wieku w powiecie kolneńskim ziemi łomżyńskiej. W latach 1975–1998 miejscowość administracyjnie należała do województwa łomżyńskiego.

## Zabytki
- Cmentarz wojenny z okresu I wojny światowej, nr rej.:A-540 z 10 stycznia 1996[8].